# Karl Wilhelm Moritz Snethlage
Karl Wilhelm Moritz Snethlage, auch Carl Wilhelm Moritz Snethlage (seit 1846 von Snethlage, * 23. September 1792 in Hamm; † 17. Februar 1871 in Berlin) war ein deutscher evangelischer Theologe, der zuletzt als Oberhofprediger in Berlin amtierte.

## Familie
Snethlage war ein Sohn des Pädagogen Bernhard Moritz Snethlage und seiner Ehefrau, der Pfarrerstochter Johanna Christina Luisa Achenbach (1763–1855). Am 23. September 1821 heiratete er Louise (Luisa) Engels (* 23. November 1799; † 25. Februar 1845), eine Tochter des Barmer Fabrikanten Johann Caspar Engels, dessen Sohn Friedrich Engels senior bereits seit 1819 mit Elisabeth (Elise) Franziska Mauritia van Haar (1797–1873), einer Tochter des Pädagogen Gerhard Bernhard van Haar und Cousine Snethlages, verheiratet war. Snethlage stand dadurch in einer doppelten Verbindung zu Friedrich Engels, bei dessen Taufe am 18. Januar 1821 er als Pate fungierte und an dessen Lebensweg er immer wieder Anteil nahm.
Snethlage und seine Frau hatten acht Kinder:
1. Luise (1822–1878), ab 1841 verheiratet mit dem Barmer Fabrikanten (und kurzzeitigen Oberbürgermeister) Christian Hermann Siebel (1808–1878);
2. Bernhard (1825–1843);
3. Karl (1827–1891), Jurist und zuletzt Konsistorialpräsident der Kirchenprovinz Rheinland, Vater des Landrats Karl Snethlage;
4. Agnes Johanna (1828–1906), ab 1855 verheiratet mit dem Pfarrer Hermann Leipoldt (1827–1862);
5. Pauline (1830–1856), ab 1852 verheiratet mit dem Gymnasiallehrer Otto Heinrich Immanuel Nitzsch (1828–1906), Sohn von Karl Immanuel Nitzsch;
6. Johanna Constanze (1831–1868);
7. Ernst Moritz (1833–1898), Rittergutsbesitzer;
8. Ernst Caspar Jakob (1834–1907), Regierungsrat und Verwaltungsgerichtsdirektor in Erfurt.

In zweiter Ehe heiratete Snethlage am 20. April 1847 Marie Charlotte Hudtwalcker (* 16. September 1818; † 8. Mai 1892), eine Tochter des Hamburger Senators Martin Hieronymus Hudtwalcker. Sie bekamen noch zwei Töchter:
1. Maria Charlotte (1848–1917), ab 1874 verheiratet mit dem Kammergerichtsrat Otto Broicher (1844–1913), auch selbst bekannt als Schriftstellerin und Übersetzerin
2. Luise Marie (1851–1872).[2]

## Leben
Snethlage wuchs zuerst in Hamm auf, wo sein Vater das Gymnasium leitete, und dann in Berlin, wo der Vater 1802 die Leitung des Joachimsthalschen Gymnasiums übernahm. Nach dem Abitur an dieser Schule studierte Snethlage ab 1810 Evangelische Theologie an der Universität Göttingen und wechselte 1812 an die Universität Tübingen. 1813 meldete er sich zum freiwilligen Einsatz in den Befreiungskriegen und kämpfte im 2. Pommerschen Infanterieregiment. Nach der Völkerschlacht bei Leipzig legte er in Berlin sein theologisches Examen ab, nahm dann aber noch einmal unter dem Kommando des Generals von Bülow an den letzten Schlachten gegen Napoleon teil. Daran schloss sich eine dreijährige praktische Ausbildung am Domkandidaten-Alumnen-Institut in Berlin und eine dreijährige Bildungsreise durch Deutschland, die Schweiz und die Niederlande an.
1821 trat er seine erste Pfarrstelle in der reformierten Gemeinde in Baerl (heute Stadtteil von Duisburg) an. 1822 wurde er – neben einem lutherischen Kollegen – Pfarrer der Vereinigt-evangelischen Kirchengemeinde Unterbarmen, in der sein Schwiegervater der wichtigste Geldgeber war. Später wurde er vom Konsistorium als nebenamtlicher Superintendent des Kirchenkreises Elberfeld eingesetzt und 1835, nachdem die Rheinisch-Westfälische Kirchenordnung den Kreissynoden das Wahlrecht verliehen hatte, in dieses Amt gewählt.
Wegen seines Eintretens für eine presbyterial-synodale Kirchenordnung (über Die älteren Presbyterial-Kirchenordnungen der Länder Jülich, Berg, Cleve und Mark legte er 1837 eine Monographie vor, die ihm den Titel eines Dr. theol. einbrachte) holte Kultusminister Friedrich Eichhorn ihn 1842 als Mitarbeiter mit dem Titel eines Konsistorialrats in das  Ministerium der geistlichen, Unterrichts- und Medizinalangelegenheiten nach Berlin. Im folgenden Jahr wurde Snethlage in die durch den Tod von Friedrich Ferdinand Adolf Sack freigewordene Stelle eines Predigers am Berliner Dom berufen. Wie üblich, begann Snethlage auf der untersten Stufe als 4. Hof- und Domprediger und stieg jeweils beim Ausscheiden eines Kollegen auf, so dass er ab 1863 den Titel eines Oberhofpredigers führte. Schon 1845 wurde auch seine Stellung im Ministerium mit dem Titel eines Oberkonsistorialrats aufgewertet. Als 1850 zur Verwaltung der inneren Angelegenheiten der Evangelischen Landeskirche in Preußen der  Evangelische Oberkirchenrat geschaffen wurde, wurde auch Snethlage in ihn berufen und war vorrangig mit Personalfragen befasst. Daneben setzte er sich für die Gründung der Deutschen Evangelischen Kirchenkonferenz (Eisenacher Kirchenkonferenz) ein und nahm regen Anteil an den evangelischen Kirchentagen.
Snethlage hatte als Seelsorger ein enges Verhältnis zu König Friedrich Wilhelm IV., besonders in dessen letzten durch Krankheit geprägten Lebensjahren. Er stand ihm in der Sterbestunde bei und hielt im Dom eine Gedächtnispredigt. Nach dem Tod des Königs ließ auch Snethlages Gesundheit nach, bis er nach einem Schlaganfall 1868 seine Ämter nicht mehr ausüben konnte.

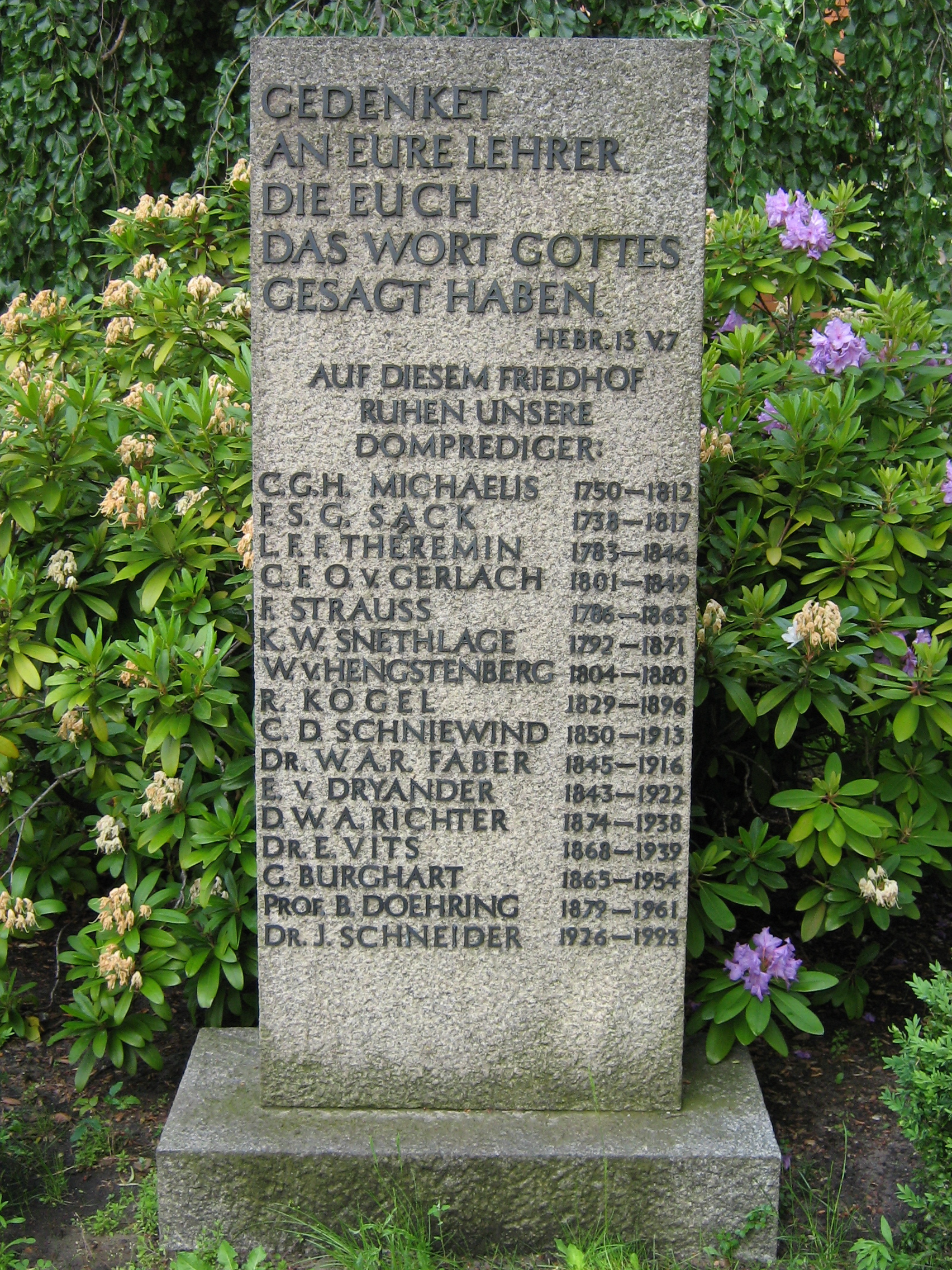
Gedenkstein auf dem Berliner Domfriedhof II

Snethlage nahm neben seinem Dienst in der Hof- und Domgemeinde sowie den kirchlichen Behörden noch zahlreiche Ehrenämter wahr, z. B. (ab 1845 als „Stiftspropst“) geistlicher Kurator des Fräuleinstiftes von Heiligengrabe oder im Kuratorium des 1847 gegründeten Diakonissen-Krankenhauses Bethanien.

## Ehrung
1846: Ritterkreuz des Ordens der Württembergischen Krone, verbunden mit dem persönlichen Adelsstand.

## Schriften
- Rede bei dem Missionsfeste in Elberfeld ̱Juni 1835. Barmen 1835.
- Wilhelm Leipoldt: Bemerkungen über die beiden in Sachen der „Prediger-Bibel“ erschienener Schriften der Herren Prediger J. F. E. Sander und Ed. Hülsmann. Hrsg. von K. Snethlage, evang. Pastor in Unterbarmen. Steinhaus, Barmen 1836.
- Kirchenrechtliche Prüfung der die Schwelmer Prediger-Wahl-Angelegenheit betreffenden Erklärung der Pfarrer der Kreissynode Dortmund. Steinhaus, Barmen 1836.
- Rede am Gedächtnisstage der Schlacht von Belle-Alliance den 18. Juni 1836. C. Simons (Hrsg.). Barmen 1836.
- Die älteren Prosbyterial-Kirchenordnungen der Länder Jülich, Berg, Cleve und Mark in Verbindung mit der neuen Kirchenordnung für die evangelischen Gemeinen der Provinz Westphalen und der Rheinprovinz. Karl Tauchnitz, Leipzig 1837 MDZ Reader (2. unveränderte Aufl. 1850)
- Festpredigten von W. Leipoldt, Prediger an der evang. Gemeinde Unterbarmen. Nach seinem Tode hrsg. von Dr. Snethlage, K. Ober-Consistorial-Rathe u. Hofprediger. Karl Tauchnitz, Leipzig 1845.
- Rede am offenen Sarge Seiner Majestät weiland Königs Friedrich Wilhelm des Vierten am Tage vor der feierlichen Bestattung Sonntags, den 6. Januar 1861 in Gegenwart der trauernden Königlichen Familie von Dr. Snethlage, Königlichem Hof- und Dom-Prediger. Decker, Berlin 1861.